# The Greatest (album Roxette)
The Greatest – płyta szwedzkiego duetu Roxette wydana 28 marca 1998 roku – składanka największych przebojów wydana w limitowanym nakładzie tylko w Japonii. Obecnie jest trudno dostępna w sprzedaży.

## Lista utworów
1. The Look
2. Dressed for Success
3. Listen to Your Heart
4. Dangerous
5. It Must Have Been Love
6. Joyride
7. Fading Like a Flower (Everytime You Leave)
8. The Big L.
9. Spending My Time
10. Church of Your Heart
11. Queen of Rain
12. How Do You Do!
13. Almost Unreal
14. Sleeping in My Car
15. Crash! Boom! Bang!
16. Run to You
17. Vulnerable